# Elm (Glaris)
Pour les articles homonymes, voir Elm.
Elm (romanche : ) est une localité et une ancienne commune suisse du canton de Glaris, située dans la commune de Glaris Sud.

## Géographie
Selon l'Office fédéral de la statistique, l'ancienne commune d'Elm mesurait 90,81 km2 et comprenait les localités de Schwändi, Steinibach et Wisli. Elle était limitrophe de Betschwanden, Linthal, Luchsingen, Matt et Schwanden, ainsi que d'Andiast, Flims, Laax, Pigniu, Ruschein et Siat dans le canton des Grisons, et Mels et Pfäfers dans le canton de Saint-Gall.

## Histoire

Photo aérienne prise à 300 m par Walter Mittelholzer (1923)

En 1799, l'armée russe du général Souvorov passe par Elm et le col du Panix, durant la campagne d'Italie.
Le 11 septembre 1881, un glissement de terrain a fait 114 victimes à Elm. Franz Hohler le relate dans son roman Die Steinflut (Le déluge de Pierres).

## Démographie
Selon l'Office fédéral de la statistique, Elm possède 626 habitants fin 2022. Sa densité de population atteint 7 hab./km².
Le graphique suivant résume l'évolution de la population d'Elm entre 1850 et 2008 :

## Tourisme
- Le trou de Saint Martin (de) dans la chaîne des Tschingelhörner (de) qui, deux fois l'an (12 ou 13 mars, 30 septembre ou 1er octobre), laisse passer le soleil qui éclaire le clocher de l'église du village ;

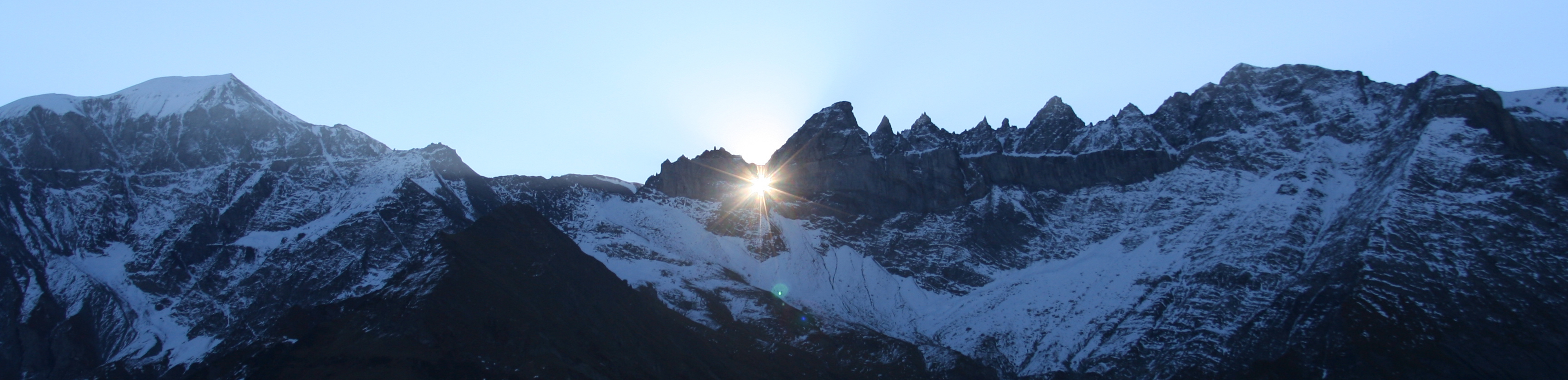
Le trou de Saint Martin

- Le domaine skiable du Schabell.

## Personnalités
- La championne de ski alpin Vreni Schneider
- Les skieurs alpins Jürg et Tobias Grünenfelder, et leur sœur Corina Grünenfelder

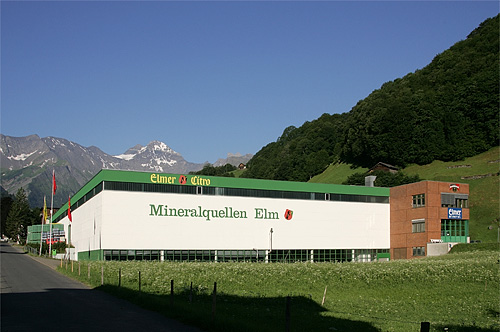
La source de l'Elmer Citro

## Industrie
- La limonade Elmer Citro est produite à Elm.

## Transports
- De 1905 et 1969 a circulé le chemin de fer de la vallée de la Sernf (Sernftalbahn), reliant Elm à Engi et Schwanden ;
- Sernftalbus (de) depuis cette date.